# Mount Doorly
Mount Doorly ist ein 1066 m hoher Berg im ostantarktischen Viktorialand. In der Olympus Range überragt er den östlichen Teil eines Gebirgskamms zwischen dem Greenwood Valley und dem Unteren Wright-Gletscher.
Entdeckt wurde er von Teilnehmern der Discovery-Expedition (1901–1904) unter der Leitung des britischen Polarforschers Robert Falcon Scott. Dieser benannte den Berg nach James Gerald Stokely Doorly (1880–1956), Besatzungsmitglied der SY Morning, einem der beiden Rettungsschiffe der Expedition.